# 주안 쿠르넬랴

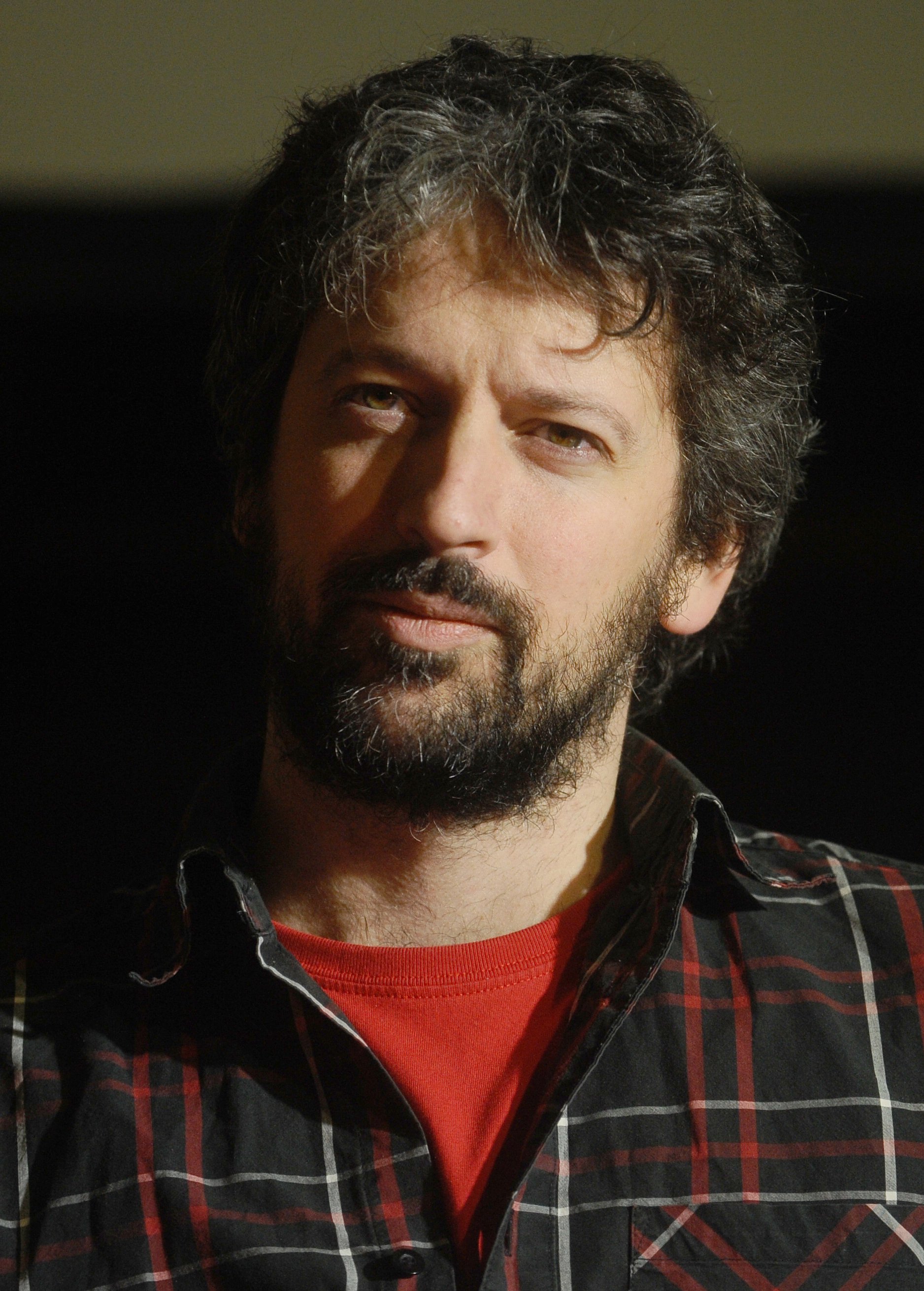
조안 코르넬랴

주안 쿠르넬랴 바즈케즈(Joan Cornellà Vázquez, 1981년 1월 11일 ~ )는 스페인의 만화가, 일러스트레이터이다. 블랙 코미디를 섞은 풍자 만화 작가로 알려져 있다.